# Brigitte Totschnig

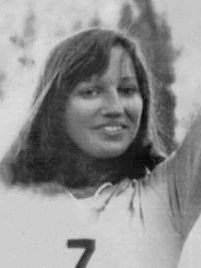
Brigitte Totschnig, 1976

Brigitte Totschnig (llamada Brigitte Habersatter el tiempo que estuvo casada) nació el 30 de agosto de 1954 en Filzmoos (Austria), es una esquiadora retirada que ganó 1 Medalla Olímpica (1 de plata), 1 Medalla en el Campeonato del Mundo (1 de plata), 2 Copas del Mundo en disciplina de Descenso y 8 victorias en la Copa del Mundo de Esquí Alpino (con un total de 13 podiums).

## Resultados

### Juegos Olímpicos de Invierno
- 1976 en Innsbruck, Austria
  - Descenso: 2.ª

### Campeonatos Mundiales
- 1976 en Innsbruck, Austria
  - Descenso: 2.ª

- 1978 en Garmisch-Partenkirchen, Alemania
  - Descenso: 7.ª

### Copa del Mundo

#### Clasificación general Copa del Mundo
- 1971-1972: 27.ª
- 1972-1973: 18.ª
- 1973-1974: 24.ª
- 1974-1975: 32.ª
- 1975-1976: 6.ª
- 1976-1977: 4.ª
- 1977-1978: 21.ª
- 1978-1979: 36.ª

#### Clasificación por disciplinas (Top-10)
- 1971-1972:
  - Descenso: 9.ª

- 1972-1973:
  - Descenso: 6.ª

- 1975-1976:
  - Descenso: 1.ª
  - Combinada: 4.ª
  - Eslalon Gigante: 9.ª

- 1976-1977:
  - Descenso: 1.ª
  - Eslalon Gigante: 5.ª

- 1977-1978:
  - Descenso: 8.ª

- 1978-1979:
  - Descenso: 10.ª

#### Victorias en la Copa del Mundo (8)

##### Descenso (7)
| Fecha                   | Lugar           |
| ----------------------- | --------------- |
| 10 de diciembre de 1975 | Aprica          |
| 7 de enero de 1976      | Meiringen       |
| 12 de marzo de 1976     | Aspen           |
| 20 de diciembre de 1976 | Zell am See     |
| 21 de diciembre de 1976 | Zell am See     |
| 25 de enero de 1977     | Crans-Montana   |
| 12 de marzo de 1977     | Heavenly Valley |

##### Eslalon Gigante (1)
| Fecha                   | Lugar      |
| ----------------------- | ---------- |
| 11 de diciembre de 1976 | Courmayeur |